# Guldögonsländor
Guldögonsländor (Chrysopidae), även kallade stinksländor, är en familj i insektsordningen nätvingar. Den innehåller omkring 2 000 kända arter världen över, varav 16 arter finns i Sverige.

## Utseende och anatomi
Guldögonsländor är små till medelstora nätvingar, ofta med grönaktiga eller brunaktiga färger. De är vanligen nattaktiva och familjens trivialnamn syftar på att många arters ögon i ljuset av en lampa då får en guldaktig glans. 

## Ekologi
Vissa arter kan om man rör dem avsöndra en illaluktande vätska, och detta har gjort att familjen ibland också kallats för stinksländor. De fullbildade sländorna har särskilda hörselorgan på framvingarna, med vilka de kan uppfatta höga frekvenser, något som hjälper dem att undgå predatorer som fladdermöss.
Guldögonsländor har fullständig förvandling och larverna kallas ofta för bladluslejon, eftersom deras föda till stor del utgörs av bladlöss. Som fullbildade insekter lever många guldögonsländor på pollen, nektar och honungsdagg, men det finns också arter som är predatorer och livnär sig på bladlöss och andra mindre ryggradslösa djur, som trips och kvalster, även som vuxna.